# Paul Lippens
Paul Lippens (Gent, 11 september 1876 – De Panne, 20 augustus 1915) was een Belgisch architect en liberaal politicus.

## Levensloop
Lippens was een zoon van de Gentse burgemeester Hippolyte Lippens. Hij volgde ingenieursstudies aan de universiteiten van Luik en Gent. Hij ontwierp het Liberaal Huis aan de Sint-Michielshelling. Vooral na de dood van zijn vader trad hij op de politieke voorgrond, onder meer als beheerder van de uitgeverij van de krant La Flandre Libérale. Hij bepleitte een modern en Vlaams liberalisme.
Bij de gemeenteraadsverkiezingen van 1914 scoorde hij even goed als zittend burgemeester Emile Braun, maar de Eerste Wereldoorlog maakte een einde aan zijn beloftevolle carrière. Als onderluitenant bij de genie raakte hij zwaargewond aan de IJzer en overleed hij aan zijn verwondingen op 20 augustus 1915.